# Бистрий (доплив Боржави)
Бистрий — струмок в Україні, у Свалявському районі Закарпатської області. Правий доплив Боржави (басейн Дунаю).

## Опис
Довжина струмка приблизно 9,1 км. Формується з багатьох безіменних струмків.

## Розташування
Бере початок на північному сході від вершини Бужори. Тече переважно на північний схід і в селі Керецьки впадає у річку Боржаву, праву притоку Тиси.